# Dead Meat
Dead Meat (Brasil: Dead Meat: O Banquete dos Zumbis ) é um filme de zumbi produzido na Irlanda, dirigido por Conor McMahon e lançado em 2004.